# Alliance (Nebraska)
Pour les articles homonymes, voir Alliance.
La ville d’Alliance est le siège du comté de Box Butte, dans l’État du Nebraska, aux États-Unis. Sa population s’élevait à 8 491 habitants lors du recensement de 2010, estimée à 8 164 habitants en 2017.